# August Christoph von Wackerbarth
Il conte August Christoph von Wackerbarth a volte citato anche come Christoph August, (Gut Kogel, 22 marzo 1662 – Dresda, 14 agosto 1734) è stato un militare e politico tedesco feldmaresciallo generale e ministro di Stato al servizio di Augusto il Forte.

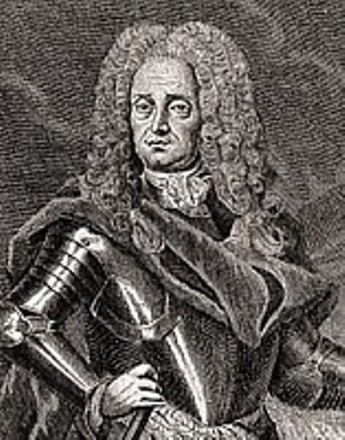
August Christoph, conte di Wackerbarth

In qualità di "ministro dell'edilizia" "de facto" era a capo dell'industria edile dell'Elettore di Sassonia e divenne così il "direttore del barocco di Dresda".

## Biografia
Nato nel Ducato di Sassonia-Lauenburg come rampollo dell'antica famiglia nobile di Lauenburg, Wackerbarth, nel 1679 arrivò come paggio della principessa danese Guglielma Ernestina prima alla corte elettorale del Palatinato a Heidelberg e poi con quest'ultima in Sassonia, dove fu al servizio dell'Elettore Giovanni Giorgio III nel 1685. Questo gli consentì di sottoporsi a una formazione approfondita in matematica e ingegneria, nonché di fare un Grand Tour in Europa. Successivamente lavorò inizialmente come ingegnere nella costruzione di fortezze. Nel 1691 partecipò alla Guerra di successione del Palatinato contro la Francia e nel 1695 alla Grande Guerra Turca. Nel 1697 Augusto il Forte gli affidò la gestione dell'intera edilizia elettorale sassone e divenne capo degli ufficiali di ingegneria dal 1702. Poi divenne direttore generale degli edifici civili e militari. Nel 1705 l'imperatore Giuseppe I d'Asburgo lo nominò conte del Sacro Romano Impero. Nel 1707 combatté sul Reno sotto il principe Eugenio di Savoia. Nello stesso anno sposò Madame de Brandebourg, che era la vedova del margravio Carlo di Brandeburgo-Schwedt. Nata come Caterina di Balbiano, dalla casa del Marchese di Colcavagno, era rimasta vedova come Contessa di Salmour. Successivamente portò il secondogenito della moglie, Joseph Anton Gabaleon von Wackerbarth-Salmour, da Torino a Dresda e lo adottò.
Dopo aver combattuto come tenente generale nella guerra di successione spagnola nelle Fiandre nel 1708 e 1709, come comandante del reggimento di fanteria "Graf Wackerbarth", divenne consigliere segreto, ministro di gabinetto e generale nel 1710. Nel corso dell'espansione dell'esercito permanente in Sassonia creato nel 1682 sotto Augusto il Forte, il conte Wackerbarth, che era stato capo degli ufficiali di ingegneria dal 1702, si liberò dal corpo di artiglieria nel 1712 e formò così un corpo indipendente de jure. Fu il primo corpo di ingegneria indipendente in Germania. I suoi capi erano direttamente subordinati al sovrano, furono anche direttori generali degli edifici militari e civili fino al 1745 e furono contemporaneamente a capo del dipartimento dell'edilizia civile.  Come comandante del corpo sassone, prese parte con successo all'assedio di Stralsund nel 1715.  Più volte diresse ambascerie a Vienna. Nel 1718 gli fu assegnata la carica di governatore di Dresda.
In qualità di “ministro dell'edilizia” di Augusto il Forte, per decenni ebbe un'influenza significativa sull'espansione barocca di Dresda e di molte città, fortezze e castelli in Sassonia e Polonia. Fritz Löffler lo definì il "direttore del barocco di Dresda". Molti maestri costruttori operarono insieme sotto la sua egida: Matthäus Daniel Pöppelmann, architetto delle principali opere augustee (i palazzi Zwinger e Moritzburg e Pillnitz) agì come rappresentante del vivace alto barocco, influenzato dall'Italia e trasmesso attraverso Vienna e Praga. Zacharias Longuelune introdusse il barocco classicista francese a Dresda dal 1713. Johann Christoph Knöffel, un membro della generazione successiva, un sassone scoperto e promosso da Wackerbarth, sviluppò la concezione più riservata e orientata al classicismo francese di Longuelune e in seguito fondò il rococò sassone. Nel 1728 avanzò fino a diventare il terzo capomastro insieme ai due suddetti. Nel reparto edile, diversi architetti ricevevano commissioni sulla stessa opera. Le loro bozze venivano esaminate dal re e ne veniva selezionata una, ma diversi elementi della forma delle singole bozze venivano compilati tra loro, da Wackerbarth e spesso anche dal re. Questo processo "collegiale" portò alla sintesi di molte influenze stilistiche. 

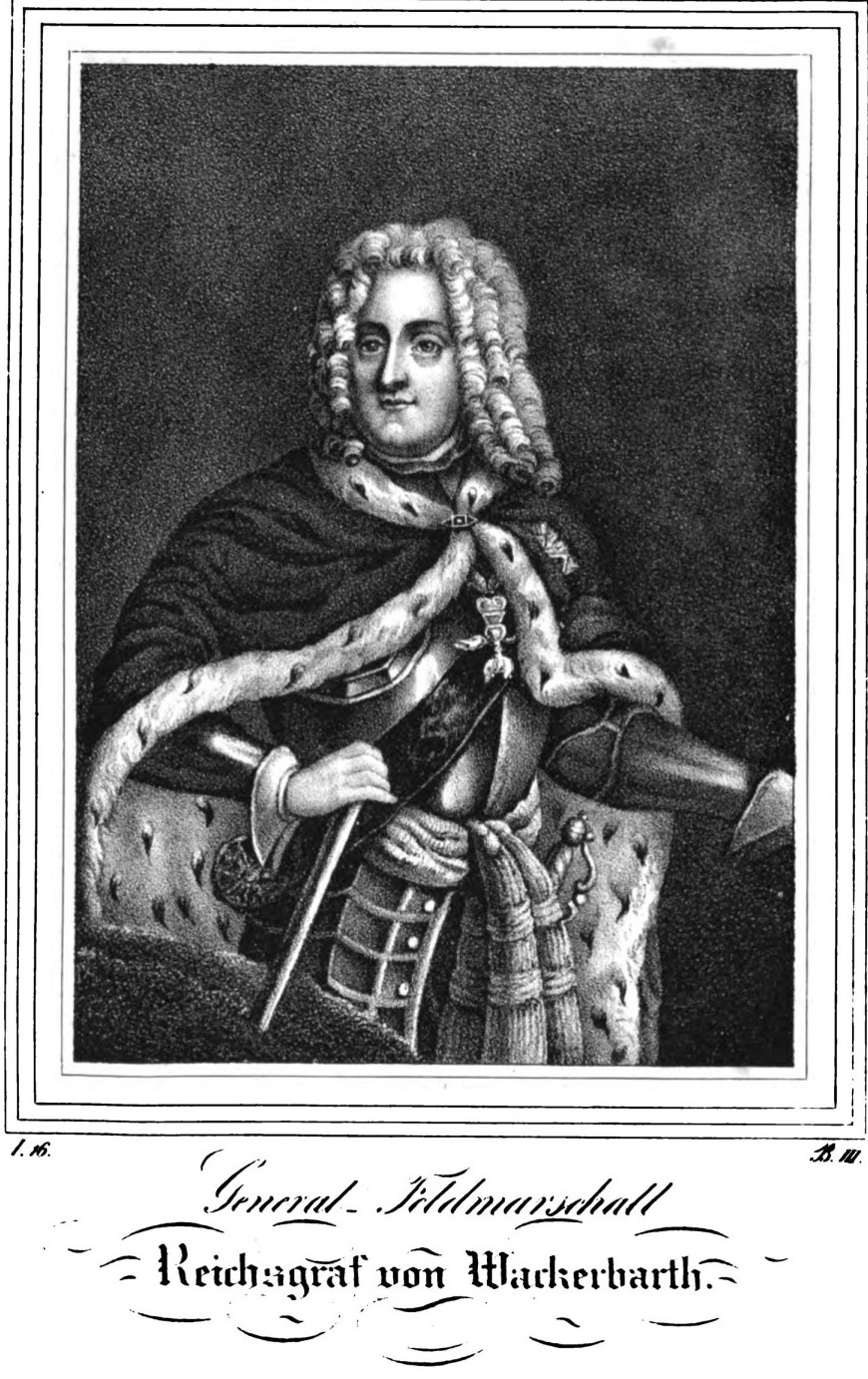
Reichsgraf von Wackerbarth nelle vesti di feldmaresciallo generale dell'elettorato di Sassonia

Nel 1728, dopo che l'incendio nella casa del governatore, distrusse le sue collezioni private, compresi molti progetti di pianificazione, affidò la direzione generale dell'edificio a Jean de Bodt. Nel 1730 venne nominato, dall'imperatore Carlo VI feldmaresciallo generale dell'elettorato di Sassonia come successore di Flemming. Nello stesso anno Wackerbarth organizzò il grande spettacolo di truppe dell'esercito sassone, che aveva completamente riformato, lo Zeithainer Lustlager.
Dopo Che Augusto il Forte morì a Varsavia nel 1733 e suo figlio, l'elettore Augusto II venne eletto, nello stesso anno, anche Re di Polonia, Wackerbarth avanzò con l'intero esercito sassone per l'incoronazione a Cracovia, ma una malattia lo costrinse presto a tornare a casa. Morì il 14 agosto 1734 dopo un anno dal ritorno Dresda. Il vecchio Wackerbarth (come era chiamato per distinguerlo dal figlio adottivo, che era anche diventato ministro di gabinetto), fu sepolto nella chiesa di St. Georgen a Zabeltitz.
La Camera degli ingegneri della Sassonia onora i risultati ingegneristici di August Christoph von Wackerbarth assegnando la medaglia Wackerbarth come massima onorificenza, assegnata per la prima volta nel 2013, al professore di automazione di Lipsia e ingegnere civile Klaus-Peter Schulze dell'HTWK di Lipsia che è stato uno dei primi vincitori.

## Edifici

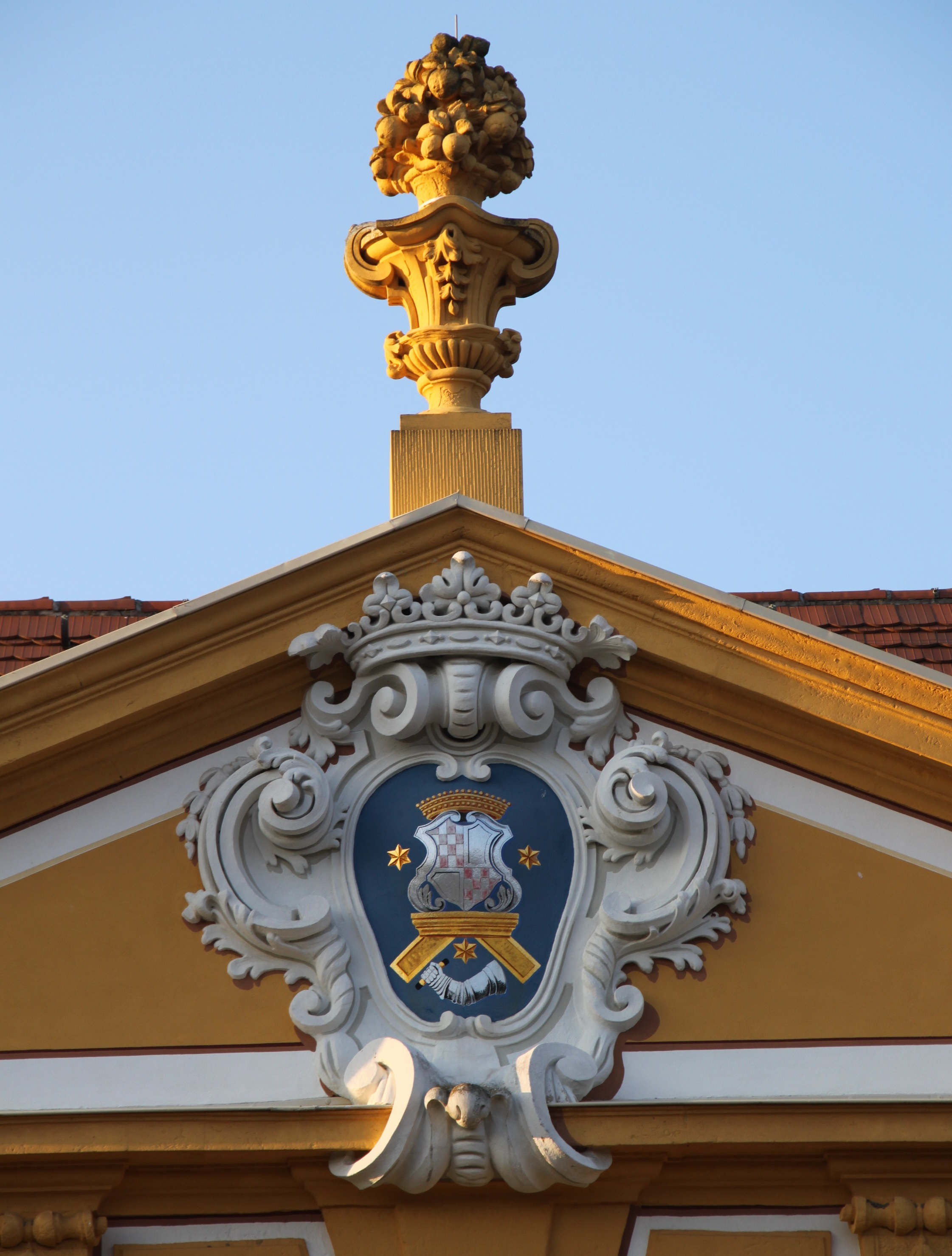
Lo stemma di Wackerbarth nel frontone dell'Orangerie Superiore nel Giardino barocco di Großsedlitz

Oltre al suo coinvolgimento ufficiale in tutti i principali edifici reali e negli edifici che furono creati sotto la guida dell'Oberbauamt di Dresda, che era sotto la sua supervisione, Wackerbarth fece costruire anche alcuni edifici privati: nel 1715-1716 la sua casa privata in Rampische Strasse 33 a Dresda su progetto di Matthäus Daniel Pöppelmann, casa che vendette a Fatima, un'amante reale turca già nel 1717. Nel 1715 acquisì anche il maniero bruciato a Großsedlitz e vi fece costruire un palazzo barocco a tre ali dal 1719 al 1723, l'Orangerie superiore e le prime parti del giardino barocco di Großsedlitz. Tuttavia, nel 1723 Augusto il Forte gli fece vendere questa proprietà, inizialmente ancora in segreto, così che fino al 1726 Wackerbarth continuò a fungere da costruttore dei giardini.
Dal 1727 in poi fece costruire il castello di Wackerbarths Ruh, su vigneti acquisiti, come casa di riposo a Niederlößnitz (Radebeul) ad opera dell'architetto Johann Christoph Knöffel, che lui stesso aveva scoperto e poi sostenne. L'intero complesso venne completato solo poco prima della sua morte. Oggi il castello è la sede della cantina statale sassone. Il Palais Wackerbarth su Beaumontplatz a Dresda Neustadt (bruciato nel 1945 e demolito nel 1963), anch'esso costruito da Knöffel dal 1723 al 1728, fu utilizzato dal capo dell'esercito come accademia dei cavalieri (una sorta di istituto per cadetti) per l'addestramento della prole degli ufficiali. La residenza del governatore di Dresda era la Gouvernementshaus, che fu incendiata nel 1728, durante una visita notturna del re prussiano Federico Guglielmo I.. Poiché tutti i beni di Wackerbarth, compresa la sua collezione d'arte, la biblioteca e la sua vasta collezione di disegni architettonici, erano andati perduti, Augusto il Forte gli diede il terreno in rovina, dove fece erigere un nuovo edificio a Knoeffel dal 1728. Attualmente si chiama Kurländer Palais. Il re gli diede anche la residenza di caccia rinascimentale di Zabeltitz, compreso il maniero, che Wackerbarth fece ampliare con un giardino e un palazzo barocco da Knöffel. Nello stesso anno, tuttavia, rinunciò alla direzione generale degli edifici e si concentrò sui suoi compiti militari.

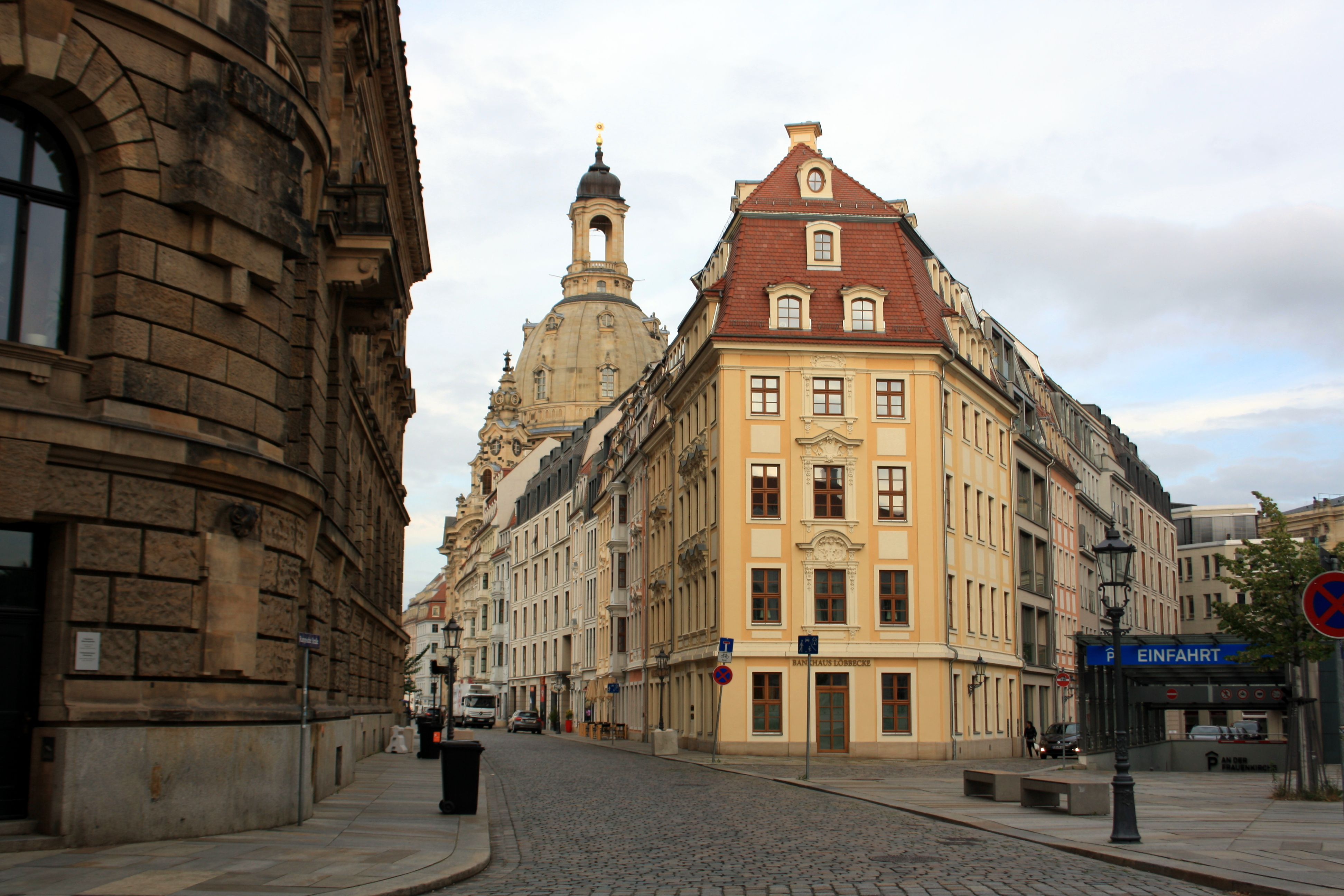
Casa in Rampische Strasse 33, Dresda
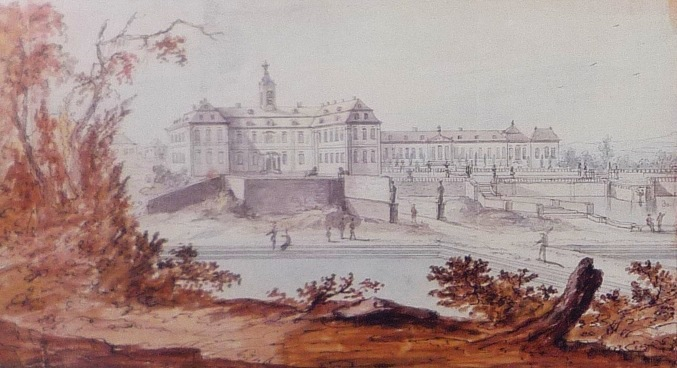
Castello di Großsedlitz
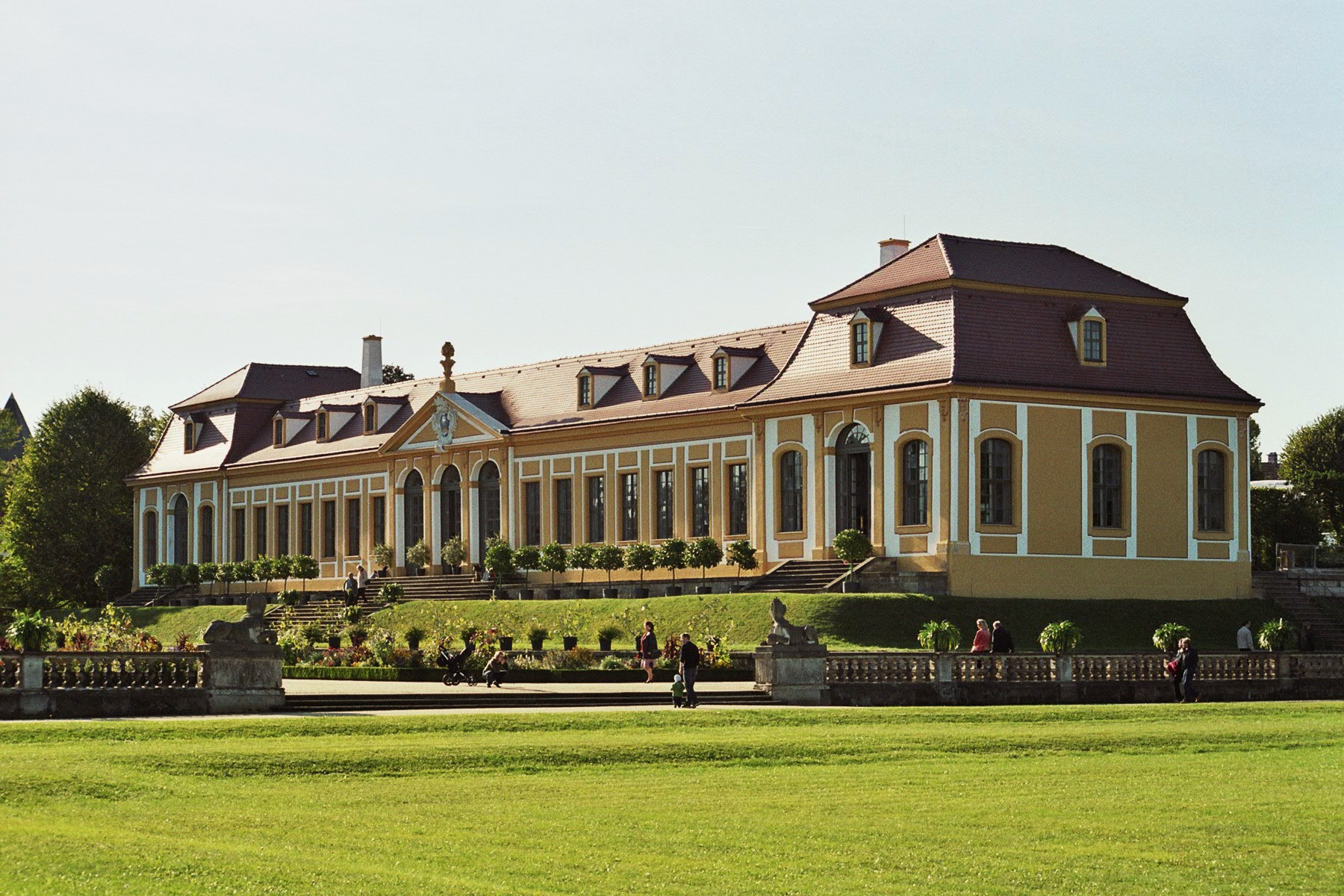
L' Orangerie Superiore di Großsedlitz
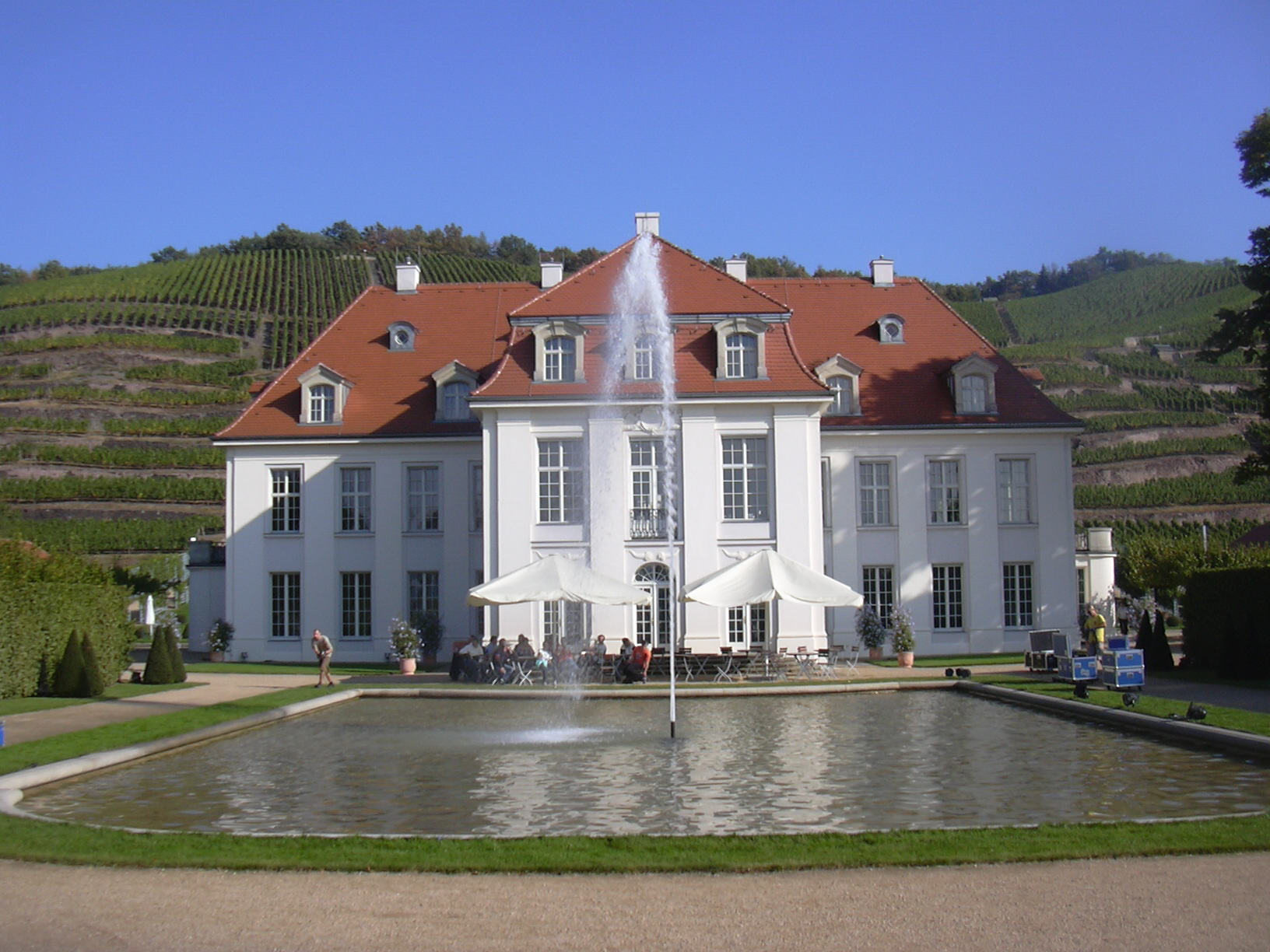
Castello di Wackerbarths Ruh’ a Radebeul
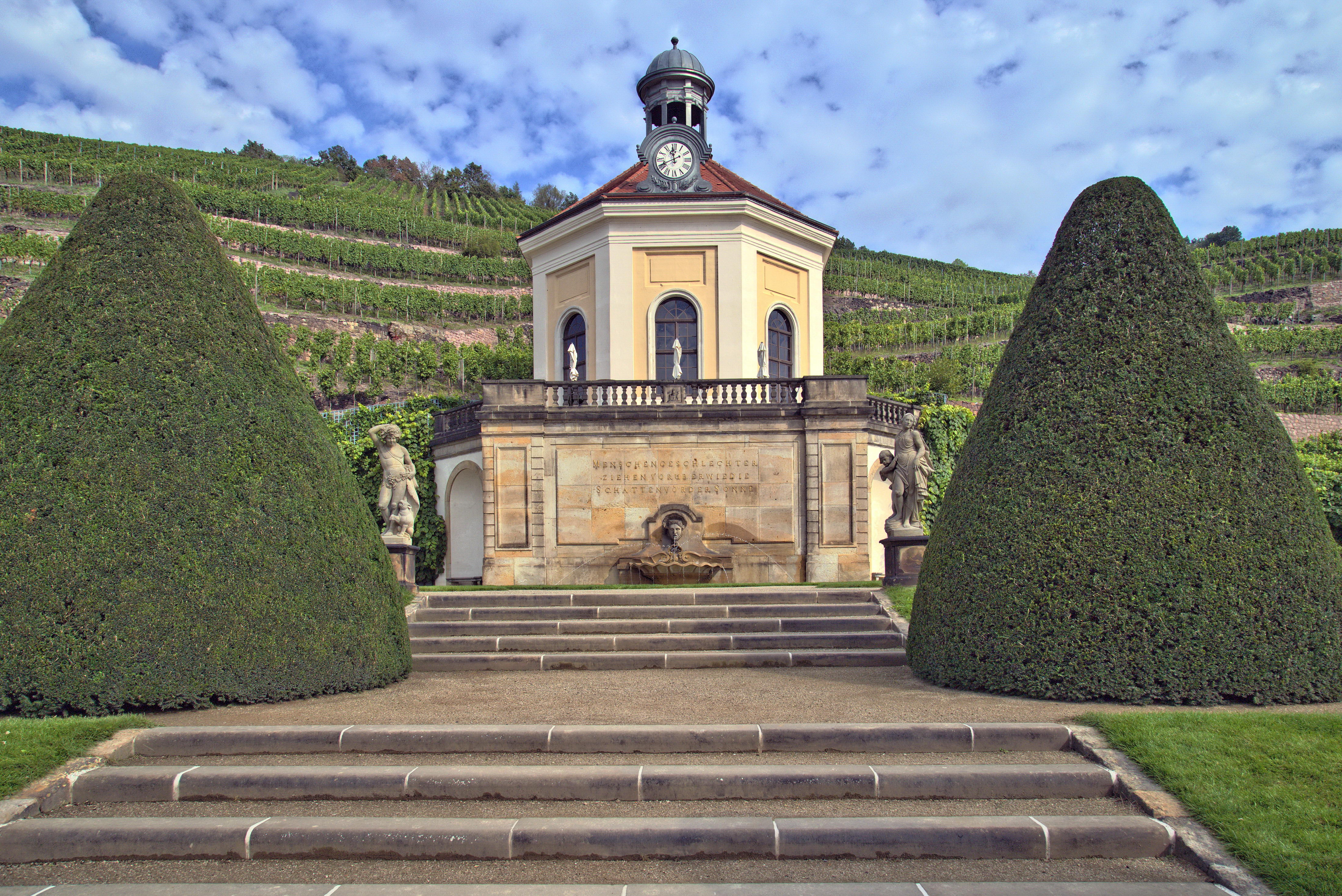
Belvedere nella pace di Wackerbarth
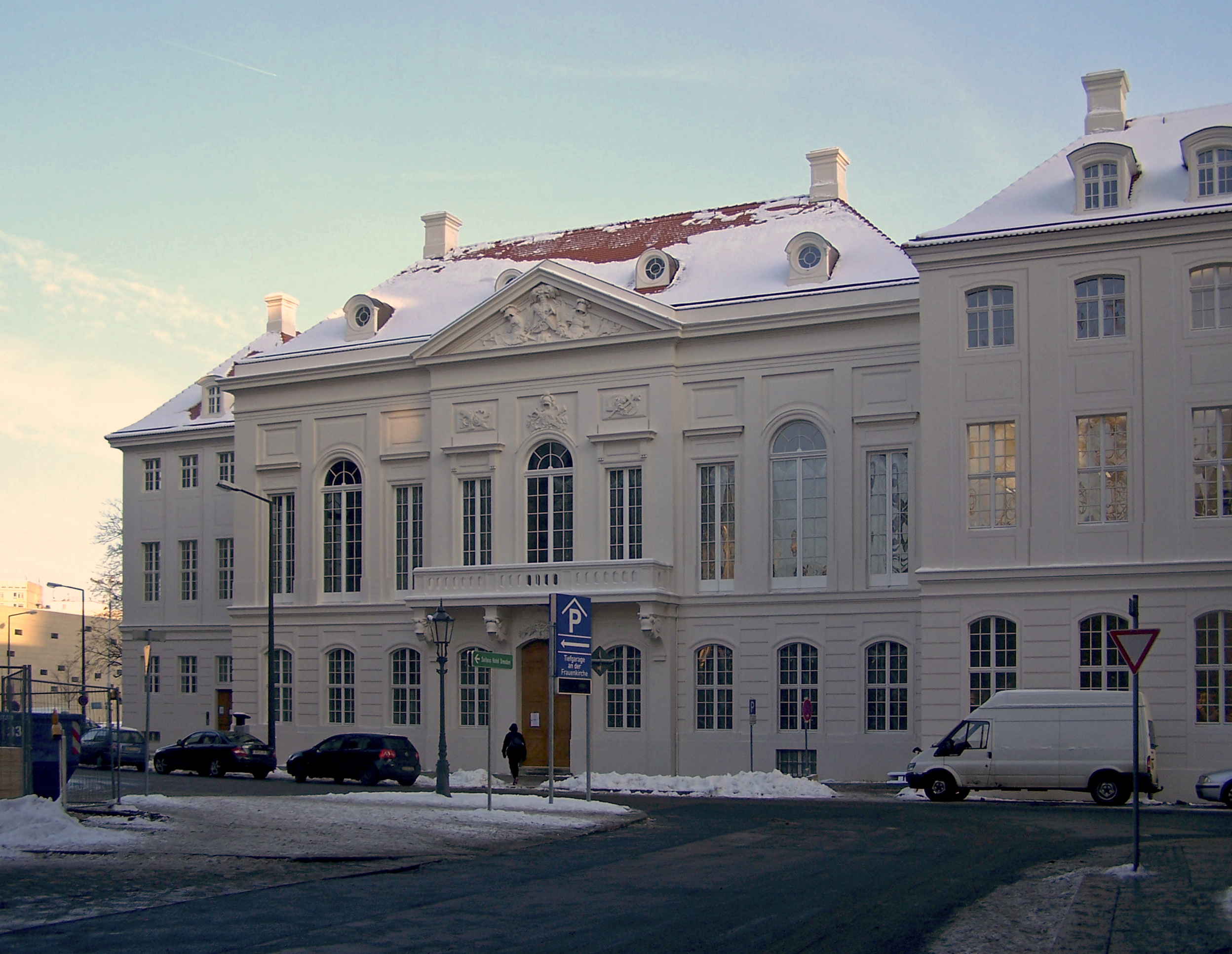
Gouvernementshaus (poi Kurländer Palais), Dresda
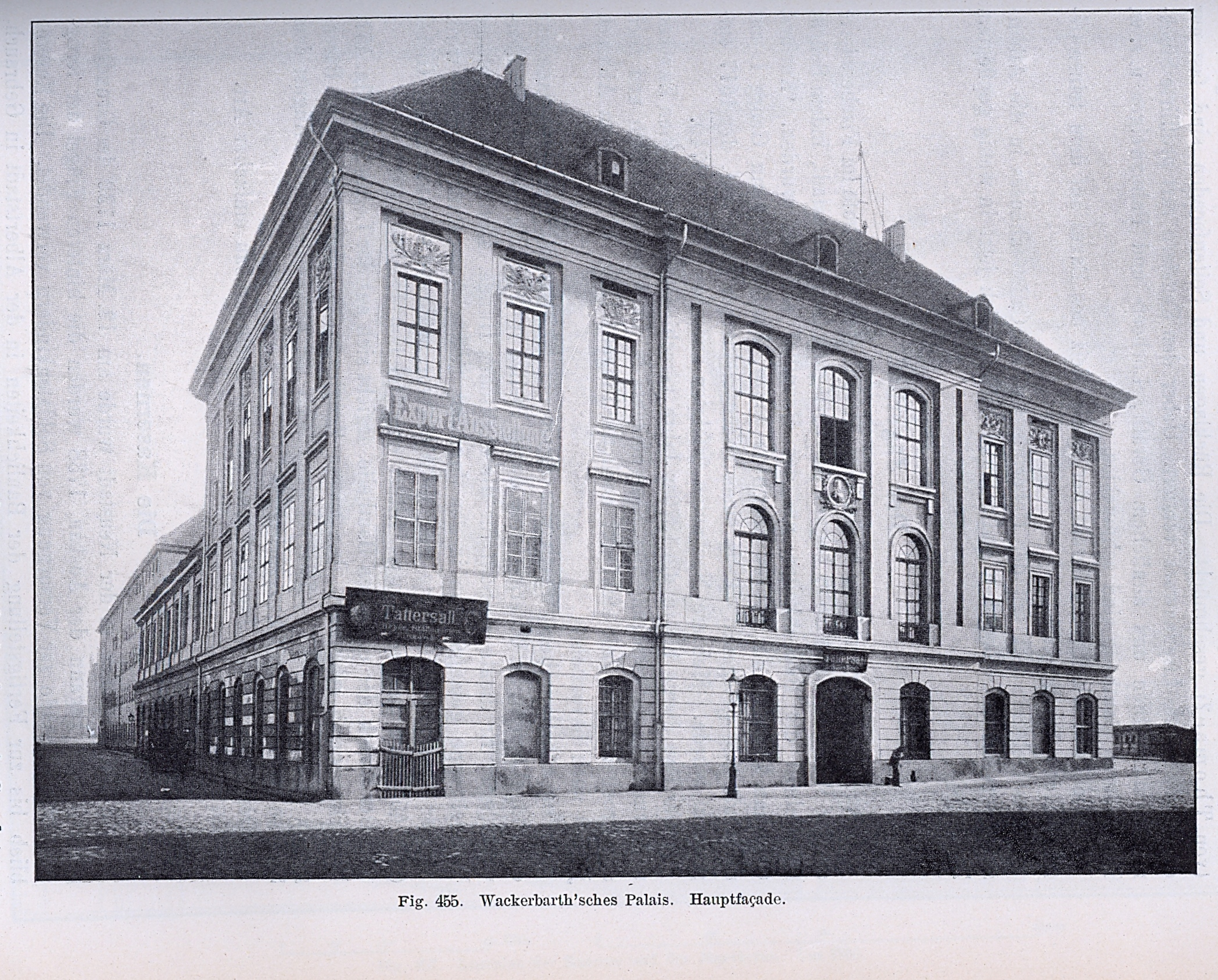
Palais Wackerbarth a Dresda
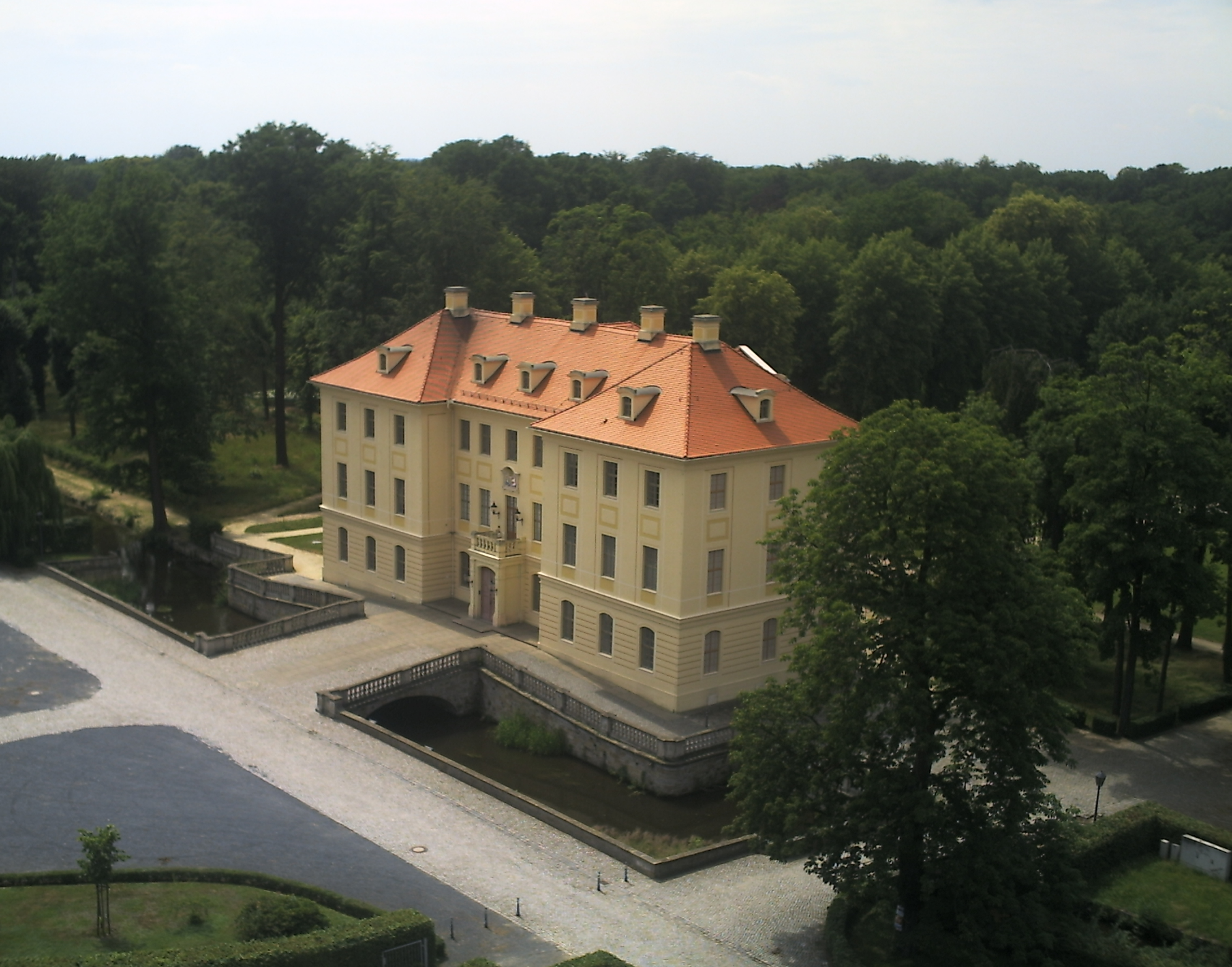
Castello barocco di Zabeltitz